# Anja Hansen
Anja Byrial Hansen , född den 1 november 1973 i Horsens, Danmark. är en  dansk handbollsspelare, som har slutat spela handboll. Som aktiv var hon mittsexa.

## Landslagskarriär
Debut i A-landslaget 13 februari 1992 mot Sverige i en förlustmatch som Sverige vann med 21-20. Hon spelade sedan under fyra år 88 landskamper och gjorde 122 mål för landslaget fram till hennes sista landskamp. Anja Hansen deltog i ett VM slutspel och två EM. Hon var med i VM-laget 1993 som tog silver och inledde Danmarks framgångar i damhandboll på 1990-talet. Sista landskampen spelade hon i EM-finalen den 15 december 1996 mot Norge som Danmark vann med 25-23. 1996 var hennes framgångsrikaste år. Hon var med och tog OS-guld i damernas turnering vid de  olympiska handbollstävlingarna 1996 i Atlanta. Hon fick sluta spela på grund av skadeproblem när hon var 23 år dvs samma säsong som de stora framgångarna.
Hon var tidigare gift med fotbollsspelaren Per Pedersen 1997-2004. Efter karriären arbetade hon som direktionssekreterare och med personutveckling. Hon är nu omgift med en advokat.  Hon har nu också skaffat sig en handbollstränarutbildning.

## Klubbar
- Horsens HK ( - 1993)
- Ikast FS (1993-1994)
- DHG Odense (1995- 1996)
- GOG (1996-1997)

## Meriter
- VM-silver 1993 med Danmarks damlandslag i handboll
- 2 EM-guld i handboll 1994 och 1996 med Danmarks damlandslag i handboll
- OS-guld i Atlanta 1996 med Danmarks damlandslag i handboll

### Fotnoter
1. ↑  ”Haslund info / spelare Anja Hansen”. http://www.haslund.info/haandbold/20_dame/20_spillere/hananj.asp. Läst 15 februari 2019.
2. ↑  ”Sport referens / Anja Byrial Hansen”. Arkiverad från originalet den 18 april 2020. https://web.archive.org/web/20200418070308/https://www.sports-reference.com/olympics/athletes/by/anja-byrial-hansen-1.html. Läst 15 februari 2019.
3. ↑  ”Her er de järhårde ladies idag”. https://www.bt.dk/haandbold/kaempe-nostalgi-trip-her-er-de-jernhaarde-ladies-i-dag. Läst 15 februari 2019.
4. ↑  ”Guldvinnare säljer villan”. https://www.seoghoer.dk/nyheder/ol-guldvinder-saelger-villaen. Läst 15 februari 2019.